# 고당융
고당 융(高堂隆, ? ~ 237년)은 중국 삼국 시대 조위의 관료로, 자는 승평(升平)이며 연주 태산군 평양현(平陽縣) 사람이다. 전한의 학자 고당백(高堂伯)의 후손이다.

## 생애
태산태수 설제에게 임용되어 관도를 시작했는데, 독군과 태수가 싸우자 독군을 꾸짖고 관직을 버리고 제남으로 피난했다.
건안 18년(213년), 조조의 초빙을 받아 승상군의연이 되었고, 역성후문학이 되었다가 상으로 전임했다. 문제가 즉위한 후인 황초 연간에 당양장을 지내고 평원왕 조예의 부를 맡았다. 평원왕이 황제가 된 후(명제) 급사중·박사·부마도위를 맡았다.
명제는 청룡 연간 이후 궁전을 대대적으로 수리하고 여러 차례 궁궐 역사를 일으켰다. 고당융은 자연의 재이가 일어날 때마다 이러한 현상들을 인간의 행동과 연관지어 해석하고, 명제의 행동이 법도를 지나쳐 화려하고 사치스럽기 때문에 이러한 재이가 일어나는 것이라 주장하며 궁궐을 검소하게 하고 건축에 지나치게 힘쓰지 말 것을 주장했다. 또 당시 법률이 매우 엄격하여 상소를 올려 유교의 가르침에 따라 근본적으로 체제를 정비하고 법률에만 의지하지 말 것을 주장했다.
광록훈으로 승진했다. 그러나 명제는 고당융의 간언을 따르지 않고 더욱 궁전을 성대하게 지었으며 각지에 또 건축 역사를 일으켰다. 고당융은 물난리가 나자 다시 상소를 올려 하늘의 이치와 당시의 위급한 정세를 논하였다. 질병이 위독해지자 마지막 상소를 올렸으며, 자연 재이와 연관하여 신하들이 병권을 쥐는 것을 경계하여 황족 번왕들을 세울 것을 주장했다.
경초 원년(237년), 고당융은 위의 상소를 올리고 죽었다. 아들 고당침(高堂琛)이 작위를 이었다.